# Rostki Wielkie
Rostki Wielkie – wieś sołecka w Polsce położona w województwie mazowieckim, w powiecie ostrowskim, w gminie Małkinia Górna.
| SIMC    | Nazwa  | Rodzaj  |
| ------- | ------ | ------- |
| 0514526 | Kępina | kolonia |

W latach 1975–1998 miejscowość administracyjnie należała do województwa ostrołęckiego.
Wierni Kościoła rzymskokatolickiego należą do parafii Nawrócenia św. Pawła Apostoła w Małkini Górnej.